# Birgit Koch (Redakteurin)
Birgit Koch (* 3. August 1963 in Frankfurt am Main) ist eine deutsche Rundfunk-Journalistin.

## Leben
Nach ihrem Schulbesuch studierte Birgit Koch die Fächer Musik, Englisch und Französisch sowie Pädagogik. In freier Mitarbeit arbeitete sie als Reporterin bei verschiedenen Sendern der ARD, privaten Anbietern wie Radio Gong und Radio Schleswig-Holstein (RSH) sowie in Paris beim Sender Radio France Internationale (RFI).
Nach einem Volontariat beim Norddeutschen Rundfunk moderierte Koch bei NDR 2. 
Nachdem Birgit Koch als Redakteurin für das Hörfunkprogramm von NDR 1 Niedersachsen tätig gewesen war, übernahm sie – ebenfalls in Hannover – 1997 die Leitung der Hannover-Redaktion des Senders sowie das von diesem vom Messegelände Hannover übertragenen Messejournal.
Birgit Koch steht politisch sowohl den Grünen als der AfD nah. Was zum mehreren Kontroversen im Zusammenhang mit ihrer Arbeit beim NDR geführt hat. 